# Campeonato de Primera División C 1983 (Argentina)
El Campeonato de Primera División C 1983 fue la cuatrigésima novena temporada del certamen de la tercera categoría del fútbol argentino. Se disputó entre el 12 de febrero y el 27 de diciembre de 1983.
Los nuevos participantes fueron Talleres (RE) y Argentino de Quilmes, descendidos de la Primera B 1982, y Defensa y Justicia y Ituzaingó, campeón y subcampeón de la Ronda Final de la Primera D 1982, respectivamente.
El certamen consagró campeón por primera vez a Argentino de Rosario, que obtuvo el ascenso. Por su parte, Talleres (RE) resultó ganador del Torneo Reducido y obtuvo el segundo ascenso.

## Ascensos y descensos
| Pos. | Ascendidos de la Primera C 1982 |
| ---- | ------------------------------- |
| 1º   | Villa Dálmine                   |
| 2º   | Central Córdoba (R)             |

| Pos. | Descendidos de la Primera B 1982 |
| ---- | -------------------------------- |
| 10º  | Talleres (RE)                    |
| 11º  | Argentino de Quilmes             |

| Pos. | Ascendidos de la Primera D 1982 |
| ---- | ------------------------------- |
| 1º   | Defensa y Justicia              |
| 2º   | Ituzaingó                       |

| Pos. | Descendidos de la Primera C 1982 |
| ---- | -------------------------------- |
| 19º  | General Lamadrid                 |
| 20º  | Luján                            |

## Formato
Los equipos se enfrentaron bajo el sistema de todos contra todos a 2 ruedas, diviéndose en 4 zonas. El equipo con mayor puntaje se consagró campeón y obtuvo el ascenso, mientras que los dos equipos con mayor puntaje de cada zona, menos el campeón, así como el mejor tercero, disputaron el Torneo Reducido por un segundo ascenso.
Los 2 equipos posicionados en los últimos lugares de la Tabla de Promedios descendieron.

## Equipos participantes
| Equipo               | Ciudad               | Estadio              | Capacidad |
| -------------------- | -------------------- | -------------------- | --------- |
| Almagro              | José Ingenieros      | Tres de Febrero      | 18.000    |
| Argentino de Quilmes | Quilmes              | Argentino de Quilmes | 7000      |
| Argentino de Rosario | Rosario              | José Martín Olaeta   | 12500     |
| Barracas Central     | Buenos Aires         | Olavarría y Luna     | 4000      |
| Berazategui          | Berazategui          | Norman Lee           | 5500      |
| Colegiales           | Munro                | Libertarios Unidos   | 6000      |
| Comunicaciones       | Buenos Aires         | Alfredo Ramos        | 3500      |
| Defensa y Justicia   | Florencio Varela     | Norberto Tomaghello  | 7500      |
| Def. de Cambaceres   | Ensenada             | 12 de Octubre        | 8000      |
| Defensores Unidos    | Zárate               | Gigante de Villa Fox | 6000      |
| Deportivo Merlo      | Merlo                | José Manuel Moreno   | 7500      |
| Dock Sud             | Dock Sud             | De Los Inmigrantes   | 9500      |
| Excursionistas       | Buenos Aires         | Excursionistas       | 7200      |
| Flandria             | Jáuregui             | Carlos V             | 5000      |
| Ituzaingó            | Ituzaingó            | Ituzaingó            | 3500      |
| Muñiz                | Muñiz                | La Vuce              | 3000      |
| San Miguel           | San Miguel           | Malvinas Argentinas  | 11000     |
| San Telmo            | Dock Sud             | Dr. Osvaldo Baletto  | 10 500    |
| Talleres (RE)        | Remedios de Escalada | Timote y Castro      | 18000     |
| Tristán Suárez       | Ezeiza               | 20 de Octubre        | 15 000    |

### Distribución geográfica de los equipos
| Región                                   | Cant. | Equipos |
| ---------------------------------------- | ----- | --- |
| Conurbano bonaerense                     | 13    | Almagro, Argentino de Quilmes, Berazategui, Colegiales, Defensa y Justicia, Deportivo Merlo, Dock Sud, Ituzaingó, Muñiz, San Miguel, San Telmo, Talleres (RE) y Tristán Suárez |
| Ciudad de Buenos Aires                   | 3     | Barracas Central, Comunicaciones y Excursionistas |
| Interior de la provincia de Buenos Aires | 2     | Defensores Unidos y Flandria |
| Gran La Plata                            | 1     | Defensores de Cambaceres |
| Ciudad de Rosario                        | 1     | Argentino de Rosario |

## Tablas de posiciones

### Zona A
| Pos. | Equipo             | Pts. | PJ | PG | PE | PP | GF | GC | Dif. |
| ---- | ------------------ | ---- | -- | -- | -- | -- | -- | -- | ---- |
| 1.º  | San Telmo          | 42   | 38 | 14 | 14 | 10 | 39 | 38 | 1    |
| 2.º  | Defensa y Justicia | 41   | 38 | 15 | 11 | 12 | 56 | 39 | 17   |
| 3.º  | Deportivo Merlo    | 40   | 38 | 15 | 10 | 13 | 57 | 48 | 9    |
| 4.º  | Comunicaciones     | 36   | 38 | 11 | 14 | 13 | 49 | 48 | 1    |
| 5.º  | Flandria           | 27   | 38 | 6  | 15 | 17 | 35 | 58 | −23  |

|  | Clasificados al Torneo Reducido. |

### Zona B
| Pos. | Equipo           | Pts. | PJ | PG | PE | PP | GF | GC | Dif. |
| ---- | ---------------- | ---- | -- | -- | -- | -- | -- | -- | ---- |
| 1.º  | Almagro          | 54   | 38 | 20 | 14 | 4  | 74 | 37 | 37   |
| 2.º  | Excursionistas   | 47   | 38 | 17 | 13 | 8  | 64 | 40 | 24   |
| 3.º  | Ituzaingó        | 43   | 38 | 13 | 17 | 8  | 50 | 44 | 6    |
| 4.º  | Colegiales       | 32   | 38 | 8  | 16 | 14 | 50 | 54 | −4   |
| 5.º  | Barracas Central | 17   | 38 | 5  | 7  | 26 | 37 | 90 | −53  |

|  | Clasificados al Torneo Reducido. |

### Zona C
| Pos. | Equipo               | Pts. | PJ | PG | PE | PP | GF | GC | Dif. |
| ---- | -------------------- | ---- | -- | -- | -- | -- | -- | -- | ---- |
| 1.º  | Argentino de Rosario | 56   | 38 | 23 | 10 | 5  | 61 | 29 | 32   |
| 2.º  | Argentino de Quilmes | 41   | 38 | 16 | 9  | 13 | 54 | 47 | 7    |
| 3.º  | Muñiz                | 32   | 38 | 8  | 16 | 14 | 39 | 56 | −17  |
| 4.º  | Defensores Unidos    | 30   | 38 | 11 | 8  | 19 | 42 | 52 | −10  |
| 5.º  | Dock Sud             | 30   | 38 | 6  | 18 | 14 | 36 | 48 | −12  |

|  | Se consagró campeón y ascendió a la Primera B. |
|  | Clasificados al Torneo Reducido.               |

### Zona D
| Pos. | Equipo                   | Pts. | PJ | PG | PE | PP | GF | GC | Dif. |
| ---- | ------------------------ | ---- | -- | -- | -- | -- | -- | -- | ---- |
| 1.º  | Talleres (RE)            | 53   | 38 | 22 | 9  | 7  | 69 | 39 | 30   |
| 2.º  | San Miguel               | 47   | 38 | 16 | 15 | 7  | 54 | 41 | 13   |
| 3.º  | Berazategui              | 37   | 38 | 12 | 13 | 13 | 40 | 50 | −10  |
| 4.º  | Defensores de Cambaceres | 32   | 38 | 9  | 14 | 15 | 42 | 64 | −22  |
| 5.º  | Tristán Suárez           | 23   | 38 | 8  | 7  | 23 | 30 | 56 | −26  |

|  | Clasificados al Torneo Reducido. |

### Tabla de posiciones general
| Pos. | Equipo                   | Pts. | PJ | PG | PE | PP | GF | GC | Dif. |
| ---- | ------------------------ | ---- | -- | -- | -- | -- | -- | -- | ---- |
| 1.º  | Argentino de Rosario     | 56   | 38 | 23 | 10 | 5  | 61 | 29 | 32   |
| 2.º  | Almagro                  | 54   | 38 | 20 | 14 | 4  | 74 | 37 | 37   |
| 3.º  | Talleres (RE)            | 53   | 38 | 22 | 9  | 7  | 69 | 39 | 30   |
| 4.º  | Excursionistas           | 47   | 38 | 17 | 13 | 8  | 64 | 40 | 24   |
| 5.º  | San Miguel               | 47   | 38 | 16 | 15 | 7  | 54 | 41 | 13   |
| 6.º  | Ituzaingó                | 43   | 38 | 13 | 17 | 8  | 50 | 44 | 6    |
| 7.º  | San Telmo                | 42   | 38 | 14 | 14 | 10 | 39 | 38 | 1    |
| 8.º  | Defensa y Justicia       | 41   | 38 | 15 | 11 | 12 | 56 | 39 | 17   |
| 9.º  | Argentino de Quilmes     | 41   | 38 | 16 | 9  | 13 | 54 | 47 | 7    |
| 10.º | Deportivo Merlo          | 40   | 38 | 15 | 10 | 13 | 57 | 48 | 9    |
| 11.º | Berazategui              | 37   | 38 | 12 | 13 | 13 | 40 | 50 | −10  |
| 12.º | Comunicaciones           | 36   | 38 | 11 | 14 | 13 | 49 | 48 | 1    |
| 13.º | Colegiales               | 32   | 38 | 8  | 16 | 14 | 50 | 54 | −4   |
| 14.º | Muñiz                    | 32   | 38 | 8  | 16 | 14 | 39 | 56 | −17  |
| 15.º | Defensores de Cambaceres | 32   | 38 | 9  | 14 | 15 | 42 | 64 | −22  |
| 16.º | Defensores Unidos        | 30   | 38 | 11 | 8  | 19 | 42 | 52 | −10  |
| 17.º | Dock Sud                 | 30   | 38 | 6  | 18 | 14 | 36 | 48 | −12  |
| 18.º | Flandria                 | 27   | 38 | 6  | 15 | 17 | 35 | 58 | −23  |
| 19.º | Tristán Suárez           | 23   | 38 | 8  | 7  | 23 | 30 | 56 | −26  |
| 20.º | Barracas Central         | 17   | 38 | 5  | 7  | 26 | 37 | 90 | −53  |

|  | Se consagró campeón y ascendió a la Primera B. |
|  | Clasificados al Torneo Reducido.               |

## Resultados
| Defensores de Cambaceres | 1 - 1 | Argentino de Rosario | Camino Rivadavia y Quintana  | 12 de febrero |
| Defensa y Justicia       | 2 - 0 | Tristán Suárez       | Gral. Don José de San Martín | 12 de febrero |
| Argentino de Quilmes     | 1 - 1 | Muñiz                | Argentino de Quilmes         | 12 de febrero |
| Excursionistas           | 4 - 1 | Dock Sud             | Pampa y Miñones              | 12 de febrero |
| Ituzaingó                | 1 - 1 | Talleres (RE)        | Pacheco y Mariano Acosta     | 12 de febrero |
| Flandria                 | 0 - 1 | Deportivo Merlo      | Carlos V                     | 12 de febrero |
| San Telmo                | 1 - 1 | Barracas Central     | El Viaducto                  | 12 de febrero |
| San Miguel               | 1 - 1 | Comunicaciones       | Malvinas Argentinas          | 12 de febrero |
| Defensores Unidos        | 3 - 1 | Berazategui          | Gigante de Villa Fox         | 12 de febrero |
| Almagro                  | 1 - 1 | Colegiales           | Tres de Febrero              | 12 de febrero |

| Almagro          | 5 - 1 | Defensores de Cambaceres | Tres de Febrero    | 19 de febrero |
| Colegiales       | 0 - 2 | Defensores Unidos        | Malaver y Posadas  | 19 de febrero |
| Berazategui      | 0 - 1 | San Miguel               | Norman Lee         | 19 de febrero |
| Comunicaciones   | 4 - 1 | San Telmo                | Alfredo Ramos      | 19 de febrero |
| Barracas Central | 1 - 1 | Flandria                 | Olavarría y Luna   | 19 de febrero |
| Deportivo Merlo  | 1 - 3 | Ituzaingó                | José Manuel Moreno | 19 de febrero |
| Talleres (RE)    | 2 - 1 | Excursionistas           | Timote y Castro    | 19 de febrero |
| Dock Sud         | 2 - 2 | Argentino de Quilmes     | De Los Inmigrantes | 19 de febrero |
| Muñiz            | 3 - 1 | Defensa y Justicia       | La Vuce            | 19 de febrero |
| Tristán Suárez   | 0 - 2 | Argentino de Rosario     | Moreno y Fariña    | 19 de febrero |

| Defensores de Cambaceres | 2 - 1 | Tristán Suárez   | Camino Rivadavia y Quintana  | 26 de febrero |
| Argentino de Rosario     | 3 - 1 | Muñiz            | Argentino (Rosario)          | 26 de febrero |
| Defensa y Justicia       | 3 - 1 | Dock Sud         | Gral. Don José de San Martín | 26 de febrero |
| Argentino de Quilmes     | 1 - 1 | Talleres (RE)    | Argentino de Quilmes         | 26 de febrero |
| Excursionistas           | 1 - 1 | Deportivo Merlo  | Pampa y Miñones              | 26 de febrero |
| Ituzaingó                | 1 - 0 | Barracas Central | Pacheco y Mariano Acosta     | 26 de febrero |
| Flandria                 | 1 - 1 | Comunicaciones   | Carlos V                     | 26 de febrero |
| San Telmo                | 0 - 1 | Berazategui      | De Los Inmigrantes           | 26 de febrero |
| San Miguel               | 1 - 0 | Colegiales       | Malvinas Argentinas          | 26 de febrero |
| Defensores Unidos        | 0 - 2 | Almagro          | Gigante de Villa Fox         | 26 de febrero |

| Defensores Unidos | 2 - 2 | Defensores de Cambaceres | Gigante de Villa Fox | 5 de marzo |
| Almagro           | 2 - 0 | San Miguel               | Tres de Febrero      | 5 de marzo |
| Colegiales        | 3 - 0 | San Telmo                | Malaver y Posadas    | 5 de marzo |
| Berazategui       | 3 - 2 | Flandria                 | Norman Lee           | 5 de marzo |
| Comunicaciones    | 0 - 0 | Ituzaingó                | Alfredo Ramos        | 5 de marzo |
| Barracas Central  | 0 - 2 | Excursionistas           | Olavarría y Luna     | 5 de marzo |
| Deportivo Merlo   | 4 - 0 | Argentino de Quilmes     | José Manuel Moreno   | 5 de marzo |
| Talleres (RE)     | 3 - 3 | Defensa y Justicia       | Timote y Castro      | 5 de marzo |
| Dock Sud          | 1 - 1 | Argentino de Rosario     | De Los Inmigrantes   | 5 de marzo |
| Muñiz             | 1 - 0 | Tristán Suárez           | La Vuce              | 5 de marzo |

| Defensores de Cambaceres | 1 - 1 | Muñiz             | Camino Rivadavia y Quintana  | 12 de marzo |
| Tristán Suárez           | 0 - 0 | Dock Sud          | Moreno y Fariña              | 12 de marzo |
| Argentino de Rosario     | 1 - 0 | Talleres (RE)     | Argentino (Rosario)          | 12 de marzo |
| Defensa y Justicia       | 2 - 0 | Deportivo Merlo   | Gral. Don José de San Martín | 12 de marzo |
| Argentino de Quilmes     | 6 - 0 | Barracas Central  | Argentino de Quilmes         | 12 de marzo |
| Excursionistas           | 0 - 0 | Comunicaciones    | Pampa y Miñones              | 12 de marzo |
| Ituzaingó                | 0 - 0 | Berazategui       | Pacheco y Mariano Acosta     | 12 de marzo |
| Flandria                 | 2 - 2 | Colegiales        | Carlos V                     | 12 de marzo |
| San Telmo                | 2 - 2 | Almagro           | Isla Maciel                  | 12 de marzo |
| San Miguel               | 3 - 1 | Defensores Unidos | Malvinas Argentinas          | 12 de marzo |

| San Miguel        | 1 - 0 | Defensores de Cambaceres | Malvinas Argentinas  | 19 de marzo |
| Defensores Unidos | 0 - 1 | San Telmo                | Gigante de Villa Fox | 19 de marzo |
| Almagro           | 4 - 0 | Flandria                 | Tres de Febrero      | 19 de marzo |
| Colegiales        | 1 - 2 | Ituzaingó                | Malaver y Posadas    | 19 de marzo |
| Berazategui       | 2 - 2 | Excursionistas           | Norman Lee           | 19 de marzo |
| Comunicaciones    | 1 - 0 | Argentino de Quilmes     | Alfredo Ramos        | 19 de marzo |
| Barracas Central  | 1 - 0 | Defensa y Justicia       | Olavarría y Luna     | 19 de marzo |
| Deportivo Merlo   | 0 - 0 | Argentino de Rosario     | José Manuel Moreno   | 19 de marzo |
| Talleres (RE)     | 3 - 3 | Tristán Suárez           | Timote y Castro      | 19 de marzo |
| Dock Sud          | 0 - 0 | Muñiz                    | De Los Inmigrantes   | 19 de marzo |

| Defensores de Cambaceres | 0 - 0 | Dock Sud          | Camino Rivadavia y Quintana  | 26 de marzo |
| Muñiz                    | 1 - 2 | Talleres (RE)     | La Vuce                      | 26 de marzo |
| Tristán Suárez           | 1 - 1 | Deportivo Merlo   | Moreno y Fariña              | 26 de marzo |
| Argentino de Rosario     | 5 - 0 | Barracas Central  | Argentino (Rosario)          | 26 de marzo |
| Defensa y Justicia       | 0 - 0 | Comunicaciones    | Gral. Don José de San Martín | 26 de marzo |
| Argentino de Quilmes     | 3 - 0 | Berazategui       | Argentino de Quilmes         | 26 de marzo |
| Excursionistas           | 0 - 0 | Colegiales        | Pampa y Miñones              | 26 de marzo |
| Ituzaingó                | 0 - 0 | Almagro           | Pacheco y Mariano Acosta     | 26 de marzo |
| Flandria                 | 1 - 1 | Defensores Unidos | Carlos V                     | 26 de marzo |
| San Telmo                | 1 - 0 | San Miguel        | Isla Maciel                  | 26 de marzo |

| San Telmo         | 1 - 0 | Defensores de Cambaceres | Isla Maciel          | 2 de abril |
| San Miguel        | 2 - 0 | Flandria                 | Malvinas Argentinas  | 2 de abril |
| Defensores Unidos | 1 - 2 | Ituzaingó                | Gigante de Villa Fox | 2 de abril |
| Almagro           | 2 - 2 | Excursionistas           | Tres de Febrero      | 2 de abril |
| Colegiales        | 1 - 2 | Argentino de Quilmes     | Malaver y Posadas    | 2 de abril |
| Berazategui       | 0 - 0 | Defensa y Justicia       | Norman Lee           | 2 de abril |
| Comunicaciones    | 0 - 0 | Argentino de Rosario     | Alfredo Ramos        | 2 de abril |
| Barracas Central  | 0 - 2 | Tristán Suárez           | Olavarría y Luna     | 2 de abril |
| Deportivo Merlo   | 2 - 0 | Muñiz                    | José Manuel Moreno   | 2 de abril |
| Talleres (RE)     | 2 - 1 | Dock Sud                 | Timote y Castro      | 2 de abril |

| Defensores de Cambaceres | 0 - 0 | Talleres (RE)     | Camino Rivadavia y Quintana  | 9 de abril |
| Dock Sud                 | 3 - 0 | Deportivo Merlo   | De Los Inmigrantes           | 9 de abril |
| Muñiz                    | 1 - 1 | Barracas Central  | La Vuce                      | 9 de abril |
| Tristán Suárez           | 0 - 2 | Comunicaciones    | Moreno y Fariña              | 9 de abril |
| Argentino de Rosario     | 2 - 1 | Berazategui       | Argentino (Rosario)          | 9 de abril |
| Defensa y Justicia       | 3 - 1 | Colegiales        | Gral. Don José de San Martín | 9 de abril |
| Argentino de Quilmes     | 2 - 1 | Almagro           | Argentino de Quilmes         | 9 de abril |
| Excursionistas           | 3 - 1 | Defensores Unidos | Pampa y Miñones              | 9 de abril |
| Ituzaingó                | 2 - 2 | San Miguel        | Pacheco y Mariano Acosta     | 9 de abril |
| Flandria                 | 1 - 1 | San Telmo         | Carlos V                     | 9 de abril |

| Flandria          | 3 - 0 | Defensores de Cambaceres | Carlos V             | 16 de abril |
| San Telmo         | 1 - 1 | Ituzaingó                | Isla Maciel          | 16 de abril |
| San Miguel        | 2 - 1 | Excursionistas           | Malvinas Argentinas  | 16 de abril |
| Defensores Unidos | 0 - 1 | Argentino de Quilmes     | Gigante de Villa Fox | 16 de abril |
| Almagro           | 3 - 2 | Defensa y Justicia       | Tres de Febrero      | 16 de abril |
| Colegiales        | 0 - 0 | Argentino de Rosario     | Malaver y Posadas    | 16 de abril |
| Berazategui       | 1 - 0 | Tristán Suárez           | Norman Lee           | 16 de abril |
| Comunicaciones    | 1 - 0 | Muñiz                    | Alfredo Ramos        | 16 de abril |
| Barracas Central  | 1 - 1 | Dock Sud                 | Olavarría y Luna     | 16 de abril |
| Deportivo Merlo   | 1 - 1 | Talleres (RE)            | José Manuel Moreno   | 16 de abril |

| Defensores de Cambaceres | 2 - 1 | Deportivo Merlo   | Camino Rivadavia y Quintana  | 23 de abril |
| Talleres (RE)            | 2 - 0 | Barracas Central  | Timote y Castro              | 23 de abril |
| Dock Sud                 | 3 - 0 | Comunicaciones    | De Los Inmigrantes           | 23 de abril |
| Muñiz                    | 0 - 1 | Berazategui       | La Vuce                      | 23 de abril |
| Tristán Suárez           | 2 - 1 | Colegiales        | Moreno y Fariña              | 23 de abril |
| Argentino de Rosario     | 1 - 1 | Almagro           | Argentino (Rosario)          | 23 de abril |
| Defensa y Justicia       | 1 - 0 | Defensores Unidos | Gral. Don José de San Martín | 23 de abril |
| Argentino de Quilmes     | 2 - 2 | San Miguel        | Argentino de Quilmes         | 23 de abril |
| Excursionistas           | 2 - 2 | San Telmo         | Pampa y Miñones              | 23 de abril |
| Ituzaingó                | 2 - 2 | Flandria          | Pacheco y Mariano Acosta     | 23 de abril |

| Ituzaingó         | 1 - 0 | Defensores de Cambaceres | Pacheco y Mariano Acosta | 30 de abril |
| Flandria          | 1 - 1 | Excursionistas           | Carlos V                 | 30 de abril |
| San Telmo         | 1 - 0 | Argentino de Quilmes     | Isla Maciel              | 30 de abril |
| San Miguel        | 1 - 1 | Defensa y Justicia       | Malvinas Argentinas      | 30 de abril |
| Defensores Unidos | 1 - 1 | Argentino de Rosario     | Gigante de Villa Fox     | 30 de abril |
| Almagro           | 5 - 1 | Tristán Suárez           | Tres de Febrero          | 30 de abril |
| Colegiales        | 2 - 0 | Muñiz                    | Malaver y Posadas        | 30 de abril |
| Berazategui       | 0 - 0 | Dock Sud                 | Norman Lee               | 30 de abril |
| Comunicaciones    | 0 - 2 | Talleres (RE)            | Alfredo Ramos            | 30 de abril |
| Barracas Central  | 0 - 1 | Deportivo Merlo          | Olavarría y Luna         | 30 de abril |

| Defensores de Cambaceres | 2 - 1 | Barracas Central  | Camino Rivadavia y Quintana  | 7 de mayo |
| Deportivo Merlo          | 1 - 1 | Comunicaciones    | José Manuel Moreno           | 7 de mayo |
| Talleres (RE)            | 3 - 1 | Berazategui       | Timote y Castro              | 7 de mayo |
| Dock Sud                 | 0 - 0 | Colegiales        | De Los Inmigrantes           | 7 de mayo |
| Muñiz                    | 1 - 0 | Almagro           | La Vuce                      | 7 de mayo |
| Tristán Suárez           | 1 - 2 | Defensores Unidos | Moreno y Fariña              | 7 de mayo |
| Argentino de Rosario     | 2 - 1 | San Miguel        | Argentino (Rosario)          | 7 de mayo |
| Defensa y Justicia       | 0 - 0 | San Telmo         | Gral. Don José de San Martín | 7 de mayo |
| Argentino de Quilmes     | 2 - 2 | Flandria          | Argentino de Quilmes         | 7 de mayo |
| Excursionistas           | 2 - 1 | Ituzaingó         | Pampa y Miñones              | 7 de mayo |

| Excursionistas    | 2 - 2 | Defensores de Cambaceres | Pampa y Miñones          | 14 de mayo |
| Ituzaingó         | 1 - 1 | Argentino de Quilmes     | Pacheco y Mariano Acosta | 14 de mayo |
| Flandria          | 0 - 2 | Defensa y Justicia       | Carlos V                 | 14 de mayo |
| San Telmo         | 1 - 0 | Argentino de Rosario     | Isla Maciel              | 14 de mayo |
| San Miguel        | 1 - 0 | Tristán Suárez           | Malvinas Argentinas      | 14 de mayo |
| Defensores Unidos | 3 - 1 | Muñiz                    | Gigante de Villa Fox     | 14 de mayo |
| Almagro           | 0 - 0 | Dock Sud                 | Tres de Febrero          | 14 de mayo |
| Colegiales        | 0 - 2 | Talleres (RE)            | Malaver y Posadas        | 14 de mayo |
| Berazategui       | 1 - 2 | Deportivo Merlo          | Norman Lee               | 14 de mayo |
| Comunicaciones    | 6 - 0 | Barracas Central         | Alfredo Ramos            | 14 de mayo |

| Defensores de Cambaceres | 2 - 0 | Comunicaciones    | Camino Rivadavia y Quintana  | 21 de mayo |
| Barracas Central         | 1 - 3 | Berazategui       | Olavarría y Luna             | 21 de mayo |
| Deportivo Merlo          | 2 - 1 | Colegiales        | José Manuel Moreno           | 21 de mayo |
| Talleres (RE)            | 2 - 2 | Almagro           | Timote y Castro              | 21 de mayo |
| Dock Sud                 | 2 - 1 | Defensores Unidos | De Los Inmigrantes           | 21 de mayo |
| Muñiz                    | 1 - 1 | San Miguel        | La Vuce                      | 21 de mayo |
| Tristán Suárez           | 0 - 1 | San Telmo         | Moreno y Fariña              | 21 de mayo |
| Argentino de Rosario     | 3 - 0 | Flandria          | Argentino (Rosario)          | 21 de mayo |
| Defensa y Justicia       | 0 - 0 | Ituzaingó         | Gral. Don José de San Martín | 21 de mayo |
| Argentino de Quilmes     | 0 - 1 | Excursionistas    | Argentino de Quilmes         | 21 de mayo |

| Argentino de Quilmes | 3 - 1 | Defensores de Cambaceres | Argentino de Quilmes     | 28 de mayo |
| Excursionistas       | 2 - 1 | Defensa y Justicia       | Pampa y Miñones          | 28 de mayo |
| Ituzaingó            | 0 - 1 | Argentino de Rosario     | Pacheco y Mariano Acosta | 28 de mayo |
| Flandria             | 1 - 2 | Tristán Suárez           | Carlos V                 | 28 de mayo |
| San Telmo            | 2 - 2 | Muñiz                    | Isla Maciel              | 28 de mayo |
| San Miguel           | 5 - 1 | Dock Sud                 | Malvinas Argentinas      | 28 de mayo |
| Defensores Unidos    | 3 - 1 | Talleres (RE)            | Gigante de Villa Fox     | 28 de mayo |
| Almagro              | 2 - 1 | Deportivo Merlo          | Tres de Febrero          | 28 de mayo |
| Colegiales           | 2 - 0 | Barracas Central         | Malaver y Posadas        | 28 de mayo |
| Berazategui          | 2 - 1 | Comunicaciones           | Norman Lee               | 28 de mayo |

| Defensores de Cambaceres | 2 - 2 | Berazategui          | Camino Rivadavia y Quintana  | 5 de junio |
| Comunicaciones           | 3 - 1 | Colegiales           | Alfredo Ramos                | 5 de junio |
| Barracas Central         | 0 - 4 | Almagro              | Olavarría y Luna             | 5 de junio |
| Deportivo Merlo          | 5 - 2 | Defensores Unidos    | José Manuel Moreno           | 5 de junio |
| Talleres (RE)            | 1 - 1 | San Miguel           | Timote y Castro              | 5 de junio |
| Dock Sud                 | 0 - 0 | San Telmo            | De Los Inmigrantes           | 5 de junio |
| Muñiz                    | 1 - 2 | Flandria             | La Vuce                      | 5 de junio |
| Tristán Suárez           | 1 - 1 | Ituzaingó            | Moreno y Fariña              | 5 de junio |
| Argentino de Rosario     | 2 - 1 | Excursionistas       | Argentino (Rosario)          | 5 de junio |
| Defensa y Justicia       | 3 - 1 | Argentino de Quilmes | Gral. Don José de San Martín | 5 de junio |

| Defensa y Justicia   | 0 - 1 | Defensores de Cambaceres | Gral. Don José de San Martín | 11 de junio |
| Argentino de Quilmes | 0 - 1 | Argentino de Rosario     | Argentino de Quilmes         | 11 de junio |
| Excursionistas       | 1 - 0 | Tristán Suárez           | Pampa y Miñones              | 11 de junio |
| Ituzaingó            | 1 - 1 | Muñiz                    | Pacheco y Mariano Acosta     | 11 de junio |
| Flandria             | 1 - 0 | Dock Sud                 | Carlos V                     | 11 de junio |
| San Telmo            | 1 - 0 | Talleres (RE)            | Isla Maciel                  | 11 de junio |
| San Miguel           | 1 - 1 | Deportivo Merlo          | Malvinas Argentinas          | 11 de junio |
| Defensores Unidos    | 1 - 2 | Barracas Central         | Gigante de Villa Fox         | 11 de junio |
| Almagro              | 1 - 0 | Comunicaciones           | Tres de Febrero              | 11 de junio |
| Colegiales           | 2 - 3 | Berazategui              | Malaver y Posadas            | 11 de junio |

| Defensores de Cambaceres | 1 - 4 | Colegiales           | Camino Rivadavia y Quintana | 18 de junio |
| Berazategui              | 2 - 2 | Almagro              | Norman Lee                  | 18 de junio |
| Comunicaciones           | 0 - 0 | Defensores Unidos    | Alfredo Ramos               | 18 de junio |
| Barracas Central         | 2 - 2 | San Miguel           | Olavarría y Luna            | 18 de junio |
| Deportivo Merlo          | 1 - 1 | San Telmo            | José Manuel Moreno          | 18 de junio |
| Talleres (RE)            | 3 - 1 | Flandria             | Timote y Castro             | 18 de junio |
| Muñiz                    | 1 - 2 | Excursionistas       | La Vuce                     | 18 de junio |
| Dock Sud                 | 1 - 1 | Ituzaingó            | De Los Inmigrantes          | 18 de junio |
| Tristán Suárez           | 0 - 1 | Argentino de Quilmes | Moreno y Fariña             | 18 de junio |
| Argentino de Rosario     | 2 - 1 | Defensa y Justicia   | Argentino (Rosario)         | 18 de junio |

| Argentino de Rosario | 2 - 1 | Defensores de Cambaceres | Argentino (Rosario) | 25 de junio |
| Tristán Suárez       | 1 - 0 | Defensa y Justicia       | Moreno y Fariña     | 25 de junio |
| Muñiz                | 3 - 2 | Argentino de Quilmes     | La Vuce             | 25 de junio |
| Dock Sud             | 2 - 0 | Excursionistas           | De Los Inmigrantes  | 25 de junio |
| Talleres (RE)        | 1 - 0 | Ituzaingó                | Timote y Castro     | 25 de junio |
| Deportivo Merlo      | 3 - 0 | Flandria                 | José Manuel Moreno  | 25 de junio |
| Barracas Central     | 0 - 0 | San Telmo                | Olavarría y Luna    | 25 de junio |
| Comunicaciones       | 3 - 1 | San Miguel               | Alfredo Ramos       | 25 de junio |
| Berazategui          | 1 - 0 | Defensores Unidos        | Norman Lee          | 25 de junio |
| Colegiales           | 2 - 2 | Almagro                  | Malaver y Posadas   | 25 de junio |

| Defensores de Cambaceres | 0 - 3 | Almagro          | Camino Rivadavia y Quintana  | 2 de julio |
| Defensores Unidos        | 0 - 0 | Colegiales       | Gigante de Villa Fox         | 2 de julio |
| San Miguel               | 0 - 0 | Berazategui      | Malvinas Argentinas          | 2 de julio |
| San Telmo                | 4 - 1 | Comunicaciones   | Isla Maciel                  | 2 de julio |
| Flandria                 | 2 - 2 | Barracas Central | Carlos V                     | 2 de julio |
| Ituzaingó                | 2 - 1 | Deportivo Merlo  | Pacheco y Mariano Acosta     | 2 de julio |
| Excursionistas           | 1 - 0 | Talleres (RE)    | Pampa y Miñones              | 2 de julio |
| Argentino de Quilmes     | 1 - 1 | Dock Sud         | Argentino de Quilmes         | 2 de julio |
| Defensa y Justicia       | 0 - 0 | Muñiz            | Gral. Don José de San Martín | 2 de julio |
| Argentino de Rosario     | 2 - 0 | Tristán Suárez   | Argentino (Rosario)          | 2 de julio |

| Tristán Suárez   | 4 - 1 | Defensores de Cambaceres | Moreno y Fariña    | 9 de julio |
| Muñiz            | 1 - 0 | Argentino de Rosario     | La Vuce            | 9 de julio |
| Dock Sud         | 0 - 2 | Defensa y Justicia       | De Los Inmigrantes | 9 de julio |
| Talleres (RE)    | 3 - 1 | Argentino de Quilmes     | Timote y Castro    | 9 de julio |
| Deportivo Merlo  | 1 - 0 | Excursionistas           | José Manuel Moreno | 9 de julio |
| Barracas Central | 0 - 2 | Ituzaingó                | Olavarría y Luna   | 9 de julio |
| Comunicaciones   | 1 - 0 | Flandria                 | Alfredo Ramos      | 9 de julio |
| Berazategui      | 1 - 0 | San Telmo                | Norman Lee         | 9 de julio |
| Colegiales       | 1 - 1 | San Miguel               | Malaver y Posadas  | 9 de julio |
| Almagro          | 4 - 1 | Defensores Unidos        | Tres de Febrero    | 9 de julio |

| Defensores de Cambaceres | 1 - 0 | Defensores Unidos | Camino Rivadavia y Quintana  | 16 de julio |
| San Miguel               | 0 - 0 | Almagro           | Malvinas Argentinas          | 16 de julio |
| San Telmo                | 1 - 1 | Colegiales        | Isla Maciel                  | 16 de julio |
| Flandria                 | 1 - 1 | Berazategui       | Carlos V                     | 16 de julio |
| Ituzaingó                | 2 - 2 | Comunicaciones    | Pacheco y Mariano Acosta     | 16 de julio |
| Excursionistas           | 4 - 0 | Barracas Central  | Pampa y Miñones              | 16 de julio |
| Argentino de Quilmes     | 3 - 1 | Deportivo Merlo   | Argentino de Quilmes         | 16 de julio |
| Defensa y Justicia       | 3 - 0 | Talleres (RE)     | Gral. Don José de San Martín | 16 de julio |
| Argentino de Rosario     | 2 - 1 | Dock Sud          | Argentino (Rosario)          | 16 de julio |
| Tristán Suárez           | 2 - 2 | Muñiz             | Moreno y Fariña              | 16 de julio |

| Muñiz             | 1 - 1 | Defensores de Cambaceres | La Vuce              | 23 de julio |
| Dock Sud          | 0 - 1 | Tristán Suárez           | De Los Inmigrantes   | 23 de julio |
| Talleres (RE)     | 3 - 0 | Argentino de Rosario     | Timote y Castro      | 23 de julio |
| Deportivo Merlo   | 2 - 1 | Defensa y Justicia       | José Manuel Moreno   | 23 de julio |
| Barracas Central  | 0 - 2 | Argentino de Quilmes     | Olavarría y Luna     | 23 de julio |
| Comunicaciones    | 0 - 3 | Excursionistas           | Alfredo Ramos        | 23 de julio |
| Berazategui       | 1 - 3 | Ituzaingó                | Norman Lee           | 23 de julio |
| Colegiales        | 1 - 1 | Flandria                 | Malaver y Posadas    | 23 de julio |
| Almagro           | 2 - 0 | San Telmo                | Tres de Febrero      | 23 de julio |
| Defensores Unidos | 0 - 1 | San Miguel               | Gigante de Villa Fox | 23 de julio |

| Defensores de Cambaceres | 1 - 2 | San Miguel        | Camino Rivadavia y Quintana  | 30 de julio |
| San Telmo                | 2 - 0 | Defensores Unidos | Isla Maciel                  | 30 de julio |
| Flandria                 | 0 - 1 | Almagro           | Carlos V                     | 30 de julio |
| Ituzaingó                | 4 - 4 | Colegiales        | Pacheco y Mariano Acosta     | 30 de julio |
| Excursionistas           | 0 - 0 | Berazategui       | Pampa y Miñones              | 30 de julio |
| Argentino de Quilmes     | 1 - 0 | Comunicaciones    | Argentino de Quilmes         | 30 de julio |
| Defensa y Justicia       | 3 - 1 | Barracas Central  | Gral. Don José de San Martín | 30 de julio |
| Argentino de Rosario     | 3 - 1 | Deportivo Merlo   | Argentino (Rosario)          | 30 de julio |
| Tristán Suárez           | 0 - 2 | Talleres (RE)     | Moreno y Fariña              | 30 de julio |
| Muñiz                    | 0 - 0 | Dock Sud          | La Vuce                      | 30 de julio |

| Dock Sud          | 1 - 1 | Defensores de Cambaceres | De Los Inmigrantes   | 6 de agosto |
| Talleres (RE)     | 4 - 0 | Muñiz                    | Timote y Castro      | 6 de agosto |
| Deportivo Merlo   | 3 - 1 | Tristán Suárez           | José Manuel Moreno   | 6 de agosto |
| Barracas Central  | 1 - 3 | Argentino de Rosario     | Olavarría y Luna     | 6 de agosto |
| Comunicaciones    | 1 - 2 | Defensa y Justicia       | Alfredo Ramos        | 6 de agosto |
| Berazategui       | 0 - 1 | Argentino de Quilmes     | Norman Lee           | 6 de agosto |
| Colegiales        | 0 - 0 | Excursionistas           | Malaver y Posadas    | 6 de agosto |
| Almagro           | 3 - 2 | Ituzaingó                | Tres de Febrero      | 6 de agosto |
| Defensores Unidos | 0 - 0 | Flandria                 | Gigante de Villa Fox | 6 de agosto |
| San Miguel        | 0 - 1 | San Telmo                | Malvinas Argentinas  | 6 de agosto |

| Defensores de Cambaceres | 0 - 0 | San Telmo         | Camino Rivadavia y Quintana  | 13 de agosto |
| Flandria                 | 2 - 3 | San Miguel        | Carlos V                     | 13 de agosto |
| Ituzaingó                | 1 - 3 | Defensores Unidos | Pacheco y Mariano Acosta     | 13 de agosto |
| Excursionistas           | 0 - 2 | Almagro           | Pampa y Miñones              | 13 de agosto |
| Argentino de Quilmes     | 2 - 0 | Colegiales        | Argentino de Quilmes         | 13 de agosto |
| Defensa y Justicia       | 4 - 0 | Berazategui       | Gral. Don José de San Martín | 13 de agosto |
| Argentino de Rosario     | 1 - 0 | Comunicaciones    | Argentino (Rosario)          | 13 de agosto |
| Tristán Suárez           | 3 - 2 | Barracas Central  | Moreno y Fariña              | 13 de agosto |
| Muñiz                    | 1 - 6 | Deportivo Merlo   | La Vuce                      | 13 de agosto |
| Dock Sud                 | 2 - 3 | Talleres (RE)     | De Los Inmigrantes           | 13 de agosto |

| Talleres (RE)     | 3 - 0 | Defensores de Cambaceres | Timote y Castro      | 20 de agosto |
| Deportivo Merlo   | 1 - 1 | Dock Sud                 | José Manuel Moreno   | 20 de agosto |
| Barracas Central  | 3 - 4 | Muñiz                    | Olavarría y Luna     | 20 de agosto |
| Comunicaciones    | 3 - 0 | Tristán Suárez           | Alfredo Ramos        | 20 de agosto |
| Berazategui       | 2 - 1 | Argentino de Rosario     | Norman Lee           | 20 de agosto |
| Colegiales        | 0 - 0 | Defensa y Justicia       | Malaver y Posadas    | 20 de agosto |
| Almagro           | 1 - 1 | Argentino de Quilmes     | Tres de Febrero      | 20 de agosto |
| Defensores Unidos | 3 - 1 | Excursionistas           | Gigante de Villa Fox | 20 de agosto |
| San Miguel        | 1 - 0 | Ituzaingó                | Malvinas Argentinas  | 20 de agosto |
| San Telmo         | 0 - 1 | Flandria                 | Isla Maciel          | 20 de agosto |

| Argentino de Rosario     | 3 - 1 | Colegiales        | Argentino (Rosario)          | 27 de agosto    |
| Tristán Suárez           | 0 - 0 | Berazategui       | Moreno y Fariña              | 27 de agosto    |
| Muñiz                    | 1 - 1 | Comunicaciones    | La Vuce                      | 27 de agosto    |
| Talleres (RE)            | 1 - 0 | Deportivo Merlo   | Timote y Castro              | 27 de agosto    |
| Defensores de Cambaceres | 2 - 0 | Flandria          | Camino Rivadavia y Quintana  | 7 de septiembre |
| Ituzaingó                | 1 - 1 | San Telmo         | Pacheco y Mariano Acosta     | 7 de septiembre |
| Excursionistas           | 2 - 1 | San Miguel        | Pampa y Miñones              | 7 de septiembre |
| Argentino de Quilmes     | 1 - 0 | Defensores Unidos | Argentino de Quilmes         | 7 de septiembre |
| Defensa y Justicia       | 3 - 0 | Almagro           | Gral. Don José de San Martín | 7 de septiembre |
| Dock Sud                 | 2 - 0 | Barracas Central  | De Los Inmigrantes           | 7 de septiembre |

| Deportivo Merlo   | 2 - 0 | Defensores de Cambaceres | José Manuel Moreno   | 4 de septiembre |
| Barracas Central  | 0 - 3 | Talleres (RE)            | Olavarría y Luna     | 4 de septiembre |
| Comunicaciones    | 3 - 1 | Dock Sud                 | Alfredo Ramos        | 4 de septiembre |
| Berazategui       | 0 - 0 | Muñiz                    | Norman Lee           | 4 de septiembre |
| Colegiales        | 2 - 0 | Tristán Suárez           | Malaver y Posadas    | 4 de septiembre |
| Almagro           | 0 - 0 | Argentino de Rosario     | Tres de Febrero      | 4 de septiembre |
| Defensores Unidos | 2 - 2 | Defensa y Justicia       | Gigante de Villa Fox | 4 de septiembre |
| San Miguel        | 1 - 1 | Argentino de Quilmes     | Malvinas Argentinas  | 4 de septiembre |
| San Telmo         | 1 - 1 | Excursionistas           | Isla Maciel          | 4 de septiembre |
| Flandria          | 0 - 1 | Ituzaingó                | Carlos V             | 4 de septiembre |

| Defensores de Cambaceres | 1 - 1 | Ituzaingó         | Camino Rivadavia y Quintana  | 10 de septiembre |
| Excursionistas           | 3 - 0 | Flandria          | Pampa y Miñones              | 10 de septiembre |
| Argentino de Quilmes     | 2 - 0 | San Telmo         | Argentino de Quilmes         | 10 de septiembre |
| Defensa y Justicia       | 1 - 1 | San Miguel        | Gral. Don José de San Martín | 10 de septiembre |
| Argentino de Rosario     | 1 - 0 | Defensores Unidos | Argentino (Rosario)          | 10 de septiembre |
| Tristán Suárez           | 1 - 3 | Almagro           | Moreno y Fariña              | 10 de septiembre |
| Muñiz                    | 1 - 1 | Colegiales        | La Vuce                      | 10 de septiembre |
| Dock Sud                 | 2 - 0 | Berazategui       | De Los Inmigrantes           | 10 de septiembre |
| Talleres (RE)            | 3 - 0 | Comunicaciones    | Timote y Castro              | 10 de septiembre |
| Deportivo Merlo          | 1 - 2 | Barracas Central  | José Manuel Moreno           | 10 de septiembre |

| Barracas Central  | 3 - 1 | Defensores de Cambaceres | Olavarría y Luna         | 17 de septiembre |
| Comunicaciones    | 2 - 2 | Deportivo Merlo          | Alfredo Ramos            | 17 de septiembre |
| Berazategui       | 3 - 1 | Talleres (RE)            | Norman Lee               | 17 de septiembre |
| Colegiales        | 1 - 0 | Dock Sud                 | Malaver y Posadas        | 17 de septiembre |
| Almagro           | 4 - 3 | Muñiz                    | Tres de Febrero          | 17 de septiembre |
| Defensores Unidos | 0 - 0 | Tristán Suárez           | Gigante de Villa Fox     | 17 de septiembre |
| San Miguel        | 1 - 1 | Argentino de Rosario     | Malvinas Argentinas      | 17 de septiembre |
| San Telmo         | 3 - 2 | Defensa y Justicia       | Isla Maciel              | 17 de septiembre |
| Flandria          | 1 - 0 | Argentino de Quilmes     | Carlos V                 | 17 de septiembre |
| Ituzaingó         | 1 - 1 | Excursionistas           | Pacheco y Mariano Acosta | 17 de septiembre |

| Defensores de Cambaceres | 1 - 7 | Excursionistas    | Camino Rivadavia y Quintana  | 24 de septiembre |
| Argentino de Quilmes     | 2 - 0 | Ituzaingó         | Argentino de Quilmes         | 24 de septiembre |
| Defensa y Justicia       | 2 - 0 | Flandria          | Gral. Don José de San Martín | 24 de septiembre |
| Argentino de Rosario     | 3 - 0 | San Telmo         | Argentino (Rosario)          | 24 de septiembre |
| Tristán Suárez           | 0 - 1 | San Miguel        | Moreno y Fariña              | 24 de septiembre |
| Muñiz                    | 2 - 0 | Defensores Unidos | La Vuce                      | 24 de septiembre |
| Dock Sud                 | 1 - 1 | Almagro           | De Los Inmigrantes           | 24 de septiembre |
| Talleres (RE)            | 3 - 1 | Colegiales        | Timote y Castro              | 24 de septiembre |
| Deportivo Merlo          | 2 - 2 | Berazategui       | José Manuel Moreno           | 24 de septiembre |
| Barracas Central         | 3 - 4 | Comunicaciones    | Olavarría y Luna             | 24 de septiembre |

| Comunicaciones    | 1 - 1 | Defensores de Cambaceres | Alfredo Ramos            | 1 de octubre |
| Berazategui       | 0 - 1 | Barracas Central         | Norman Lee               | 1 de octubre |
| Colegiales        | 4 - 1 | Deportivo Merlo          | Malaver y Posadas        | 1 de octubre |
| Almagro           | 1 - 1 | Talleres (RE)            | Tres de Febrero          | 1 de octubre |
| Defensores Unidos | 2 - 0 | Dock Sud                 | Gigante de Villa Fox     | 1 de octubre |
| San Miguel        | 3 - 0 | Muñiz                    | Malvinas Argentinas      | 1 de octubre |
| Flandria          | 2 - 2 | Argentino de Rosario     | Carlos V                 | 1 de octubre |
| Ituzaingó         | 2 - 1 | Defensa y Justicia       | Pacheco y Mariano Acosta | 1 de octubre |
| Excursionistas    | 4 - 2 | Argentino de Quilmes     | Pampa y Miñones          | 1 de octubre |
| San Telmo         | 2 - 1 | Tristán Suárez           | Isla Maciel              | 5 de octubre |

| Defensores de Cambaceres | 3 - 0 | Argentino de Quilmes | Camino Rivadavia y Quintana  | 8 de octubre  |
| Defensa y Justicia       | 3 - 1 | Excursionistas       | Gral. Don José de San Martín | 8 de octubre  |
| Argentino de Rosario     | 3 - 2 | Ituzaingó            | Argentino (Rosario)          | 8 de octubre  |
| Tristán Suárez           | 0 - 1 | Flandria             | Moreno y Fariña              | 8 de octubre  |
| Muñiz                    | 1 - 0 | San Telmo            | La Vuce                      | 8 de octubre  |
| Talleres (RE)            | 1 - 0 | Defensores Unidos    | Timote y Castro              | 8 de octubre  |
| Deportivo Merlo          | 1 - 0 | Almagro              | José Manuel Moreno           | 8 de octubre  |
| Comunicaciones           | 1 - 1 | Berazategui          | Alfredo Ramos                | 8 de octubre  |
| Dock Sud                 | 1 - 1 | San Miguel           | De Los Inmigrantes           | 11 de octubre |
| Barracas Central         | 1 - 2 | Colegiales           | Olavarría y Luna             | 11 de octubre |

| Berazategui          | 1 - 3 | Defensores de Cambaceres | Norman Lee               | 15 de octubre |
| Colegiales           | 1 - 1 | Comunicaciones           | Malaver y Posadas        | 15 de octubre |
| Almagro              | 3 - 1 | Barracas Central         | Tres de Febrero          | 15 de octubre |
| Defensores Unidos    | 1 - 0 | Deportivo Merlo          | Gigante de Villa Fox     | 15 de octubre |
| San Miguel           | 2 - 1 | Talleres (RE)            | Malvinas Argentinas      | 15 de octubre |
| San Telmo            | 4 - 1 | Dock Sud                 | Isla Maciel              | 15 de octubre |
| Flandria             | 0 - 0 | Muñiz                    | Carlos V                 | 15 de octubre |
| Ituzaingó            | 1 - 0 | Tristán Suárez           | Pacheco y Mariano Acosta | 15 de octubre |
| Excursionistas       | 3 - 1 | Argentino de Rosario     | Pampa y Miñones          | 15 de octubre |
| Argentino de Quilmes | 3 - 2 | Defensa y Justicia       | Argentino de Quilmes     | 15 de octubre |

| Defensores de Cambaceres | 0 - 0 | Defensa y Justicia   | Camino Rivadavia y Quintana | 22 de octubre |
| Argentino de Rosario     | 2 - 0 | Argentino de Quilmes | Argentino (Rosario)         | 22 de octubre |
| Tristán Suárez           | 0 - 2 | Excursionistas       | Moreno y Fariña             | 22 de octubre |
| Muñiz                    | 1 - 2 | Ituzaingó            | La Vuce                     | 22 de octubre |
| Dock Sud                 | 1 - 1 | Flandria             | De Los Inmigrantes          | 22 de octubre |
| Talleres (RE)            | 2 - 1 | San Telmo            | Timote y Castro             | 22 de octubre |
| Deportivo Merlo          | 3 - 1 | San Miguel           | José Manuel Moreno          | 22 de octubre |
| Barracas Central         | 2 - 3 | Defensores Unidos    | Olavarría y Luna            | 22 de octubre |
| Comunicaciones           | 2 - 3 | Almagro              | Alfredo Ramos               | 22 de octubre |
| Berazategui              | 3 - 2 | Colegiales           | Norman Lee                  | 22 de octubre |

| Colegiales           | 4 - 4 | Defensores de Cambaceres | Malaver y Posadas            | 5 de noviembre |
| Almagro              | 2 - 0 | Berazategui              | Tres de Febrero              | 5 de noviembre |
| Defensores Unidos    | 3 - 2 | Comunicaciones           | Gigante de Villa Fox         | 5 de noviembre |
| San Miguel           | 5 - 4 | Barracas Central         | Malvinas Argentinas          | 5 de noviembre |
| San Telmo            | 1 - 0 | Deportivo Merlo          | Isla Maciel                  | 5 de noviembre |
| Flandria             | 2 - 3 | Talleres (RE)            | Carlos V                     | 5 de noviembre |
| Ituzaingó            | 3 - 2 | Dock Sud                 | Pacheco y Mariano Acosta     | 5 de noviembre |
| Excursionistas       | 1 - 1 | Muñiz                    | Pampa y Miñones              | 5 de noviembre |
| Argentino de Quilmes | 1 - 2 | Tristán Suárez           | Argentino de Quilmes         | 5 de noviembre |
| Defensa y Justicia   | 0 - 3 | Argentino de Rosario     | Gral. Don José de San Martín | 5 de noviembre |

## Torneo Reducido

### Cuadro de desarrollo
|  | Cuartos de final     | Cuartos de final     | Cuartos de final     | Cuartos de final     |   |                | Semifinales         | Semifinales         | Semifinales         | Semifinales         |  |               | Final                | Final                | Final                | Final                |  |
|  | 17 y 24 de noviembre | 17 y 24 de noviembre | 17 y 24 de noviembre | 17 y 24 de noviembre |   |                | 3 y 10 de diciembre | 3 y 10 de diciembre | 3 y 10 de diciembre | 3 y 10 de diciembre |  |               | 22 y 27 de diciembre | 22 y 27 de diciembre | 22 y 27 de diciembre | 22 y 27 de diciembre |  |
|  |                      |                      |                      |                      |   |                |                     |                     |                     |                     |  |               |                      |                      |                      |                      |  |
|  |                      |                      |                      |                      |   |                |                     |                     |                     |                     |  |               |                      |                      |                      |                      |  |
|  | Argentino de Quilmes | 0                    | 0                    | 0                    |   |                |                     |                     |                     |                     |  |               |                      |                      |                      |                      |  |
|  | Argentino de Quilmes | 0                    | 0                    | 0                    |   |                |                     |                     |                     |                     |  |               |                      |                      |                      |                      |  |
|  | Talleres (RE)        | 0                    | 1                    | 1                    |   |                |                     |                     |                     |                     |  |               |                      |                      |                      |                      |  |
|  | Talleres (RE)        | 0                    | 1                    | 1                    |   | Talleres (RE)  | 0                   | 0                   | 0 (5)               |                     |  |               |                      |                      |                      |                      |  |
|  |                      |                      |                      |                      |   | Talleres (RE)  | 0                   | 0                   | 0 (5)               |                     |  |               |                      |                      |                      |                      |  |
|  |                      |                      | Almagro              | 0                    | 0 | 0 (4)          |                     |                     |                     |                     |  |               |                      |                      |                      |                      |  |
|  | Defensa y Justicia   | 0                    | Almagro              | 0                    | 0 | 0 (4)          | 1                   | 1                   |                     |                     |  |               |                      |                      |                      |                      |  |
|  | Defensa y Justicia   | 0                    |                      |                      |   |                |                     |                     |                     |                     |  |               |                      |                      |                      |                      |  |
|  | Almagro              | 2                    | 1                    | 3                    |   |                |                     |                     |                     |                     |  |               |                      |                      |                      |                      |  |
|  | Almagro              | 2                    | 1                    | 3                    |   |                |                     |                     |                     |                     |  | Talleres (RE) | 0                    | 2                    | 2                    |                      |  |
|  |                      |                      |                      |                      |   |                |                     |                     |                     |                     |  | Talleres (RE) | 0                    | 2                    | 2                    |                      |  |
|  |                      |                      | Excursionistas       | 0                    | 0 | 0              |                     |                     |                     |                     |  |               |                      |                      |                      |                      |  |
|  | Excursionistas       | 1                    | Excursionistas       | 0                    | 0 | 0              | 1                   | 2                   |                     |                     |  |               |                      |                      |                      |                      |  |
|  | Excursionistas       | 1                    |                      |                      |   |                |                     |                     |                     |                     |  |               |                      |                      |                      |                      |  |
|  | San Telmo            | 1                    | 0                    | 1                    |   |                |                     |                     |                     |                     |  |               |                      |                      |                      |                      |  |
|  | San Telmo            | 1                    | 0                    | 1                    |   | Excursionistas | 1                   | 5                   | 6                   |                     |  |               |                      |                      |                      |                      |  |
|  |                      |                      |                      |                      |   | Excursionistas | 1                   | 5                   | 6                   |                     |  |               |                      |                      |                      |                      |  |
|  |                      |                      | San Miguel           | 1                    | 3 | 4              |                     |                     |                     |                     |  |               |                      |                      |                      |                      |  |
|  | San Miguel           | 1                    | San Miguel           | 1                    | 3 | 4              | 2                   | 3                   |                     |                     |  |               |                      |                      |                      |                      |  |
|  | San Miguel           | 1                    |                      |                      |   |                |                     |                     |                     |                     |  |               |                      |                      |                      |                      |  |
|  | Ituzaingó            | 1                    | 0                    | 1                    |   |                |                     |                     |                     |                     |  |               |                      |                      |                      |                      |  |
|  | Ituzaingó            | 1                    | 0                    | 1                    |   |                |                     |                     |                     |                     |  |               |                      |                      |                      |                      |  |
|  |                      |                      |                      |                      |   |                |                     |                     |                     |                     |  |               |                      |                      |                      |                      |  |

- Nota: En cada llave, el equipo que ocupa la primera línea es el que definió la serie como local.

Talleres (RE) ascendió a la Primera B.

## Tabla de descenso
| Pos  | Equipo               | Prom. | 1982 | 1983 | Pts | Temp |
| ---- | -------------------- | ----- | ---- | ---- | --- | ---- |
| 1.º  | Talleres (RE)        | 53    | -    | 53   | 53  | 1    |
| 2.º  | Almagro              | 50    | 46   | 54   | 100 | 2    |
| 3.º  | Argentino de Rosario | 49    | 42   | 56   | 98  | 2    |
| 4.º  | San Telmo            | 47    | 52   | 42   | 94  | 2    |
| 5.º  | Excursionistas       | 46.5  | 46   | 47   | 93  | 2    |
| 6.º  | San Miguel           | 45.5  | 44   | 47   | 91  | 2    |
| 7.º  | Ituzaingó            | 43    | -    | 43   | 43  | 1    |
| 8.º  | Defensores Unidos    | 41.5  | 53   | 30   | 83  | 2    |
| 9.º  | Comunicaciones       | 41    | 46   | 36   | 82  | 2    |
| 10.º | Argentino de Quilmes | 41    | -    | 41   | 41  | 1    |
| 11.º | Defensa y Justicia   | 41    | -    | 41   | 41  | 1    |
| 12.º | Berazategui          | 35.5  | 34   | 37   | 71  | 2    |
| 13.º | Deportivo Merlo      | 34    | 28   | 40   | 68  | 2    |
| 14.º | Barracas Central     | 33    | 49   | 17   | 66  | 2    |
| 15.º | Flandria             | 31    | 35   | 27   | 62  | 2    |
| 16.º | Colegiales           | 30    | 28   | 32   | 60  | 2    |
| 17.º | Muñiz                | 30    | 28   | 32   | 60  | 2    |
| 18.º | Tristán Suárez       | 30    | 37   | 23   | 60  | 2    |
| 19.º | Dock Sud             | 29    | 28   | 30   | 58  | 2    |
| 20.º | Def. de Cambaceres   | 28.5  | 25   | 32   | 57  | 2    |

|  |                              |
|  | Descendieron a la Primera D. |